# 京都府道657号明田京丹後大宮停車場線
京都府道657号明田京丹後大宮停車場線（きょうとふどう657ごう あけだきょうたんごおおみやていしゃじょうせん）は、京都府京丹後市を通る一般府道である。

## 概要
京丹後市大宮町明田から京丹後市大宮町口大野に至る。
京丹後市大宮町の五十河地区と京丹後大宮駅を結ぶ路線である。沿線には京丹後市役所大宮庁舎など、大宮町地区の中心部を通過する。

### 路線データ
- 起点：京丹後市大宮町明田（明田交差点、京都府道655号味土野大宮線交点）
- 終点：京丹後市大宮町口大野（北近畿タンゴ鉄道宮津線 京丹後大宮駅前）
- 総延長：4.7989 km[1]

## 歴史
本路線は、道路法（昭和27年法律第180号）第7条の規定に基づき、一般府道として1959年（昭和34年）に京都府が第1次認定した路線のひとつである。当時はすでに大宮町が成立していたが、駅名はいわゆる昭和の大合併以前に存在した旧村名を由来とする口大野駅であったため、当初は明田口大野停車場線であった。その後、丹後大宮駅に改められたため、本路線も合わせて明田丹後大宮停車場線に改称された。さらに2015年（平成27年）には丹後大宮駅が京丹後大宮駅に改められたため、それに伴って路線名も明田京丹後大宮停車場線に改称された。

### 年表
- 1959年（昭和34年）12月18日 - 京都府が一般府道259号明田口大野停車場線として認定[2]。
- 1994年（平成6年）4月1日 - 京都府が路線番号を再編（路線認定の一部改正）し、府道657号に変更される[3]。
- 2015年（平成27年）4月1日 - 終点の駅名改称に伴い、路線名を明田京丹後大宮停車場線に改称[4]。

## 路線状況
起点と終点は竹野川に程近く、U字型に迂回する河川に対し、両地点を山を越えながら直線的に結んでいる。

### 重複区間
- 京都府道656号間人大宮線（京丹後市大宮町周枳 - 京丹後市大宮町周枳・周枳交差点）

### 道路施設

#### 橋梁
- 大宮橋（竹野川、京丹後市）

## 地理
かつては中郡大宮町内で完結する路線であった。いわゆる平成の大合併によって2004年（平成16年）4月1日に京丹後市の発足に伴い、同市の路線となった。

### 通過する自治体
- 京都府
  - 京丹後市

### 交差する道路
| 交差する道路                                   | 交差する場所 | 交差する場所      |
| ---------------------------------------------- | ------------ | ----------------- |
| 京都府道655号味土野大宮線                      | 大宮町明田   | 明田交差点 / 起点 |
| 京都府道656号間人大宮線 重複区間起点           | 大宮町周枳   |                   |
| 国道312号 京都府道656号間人大宮線 重複区間終点 | 大宮町周枳   | 周枳交差点        |

### 交差する鉄道
- 北近畿タンゴ鉄道宮津線

### 沿線
史跡
- 里ヶ谷遺跡
- 石明神遺跡

官公庁・公共施設
- 京丹後市役所大宮庁舎
- 京丹後市大宮社会体育館

教育
- 京丹後市立大宮中学校

鉄道
- 北近畿タンゴ鉄道宮津線 京丹後大宮駅

金融機関・郵便局
- 大宮郵便局